# Лежайск
Лѐжайск (на полски: Leżajsk) е град в Югоизточна Полша, Подкарпатско войводство. Административен център е на Лежайски окръг, както и на селската Лежайска община, без да е част от нея. Самият град е обособен в самостоятелна градска община с площ 20,58 км2.

## Население
Според данни от полската Централна статистическа служба, към 1 януари 2014 г. населението на града възлиза на 14 363 души. Гъстотата е 698 души/км2.